# (14321) 1978 VT9
A (14321) 1978 VT9 a Naprendszer kisbolygóövében található aszteroida. Eleanor F. Helin és Schelte J. Bus fedezte fel 1978. november 7-én.